# 國道225號

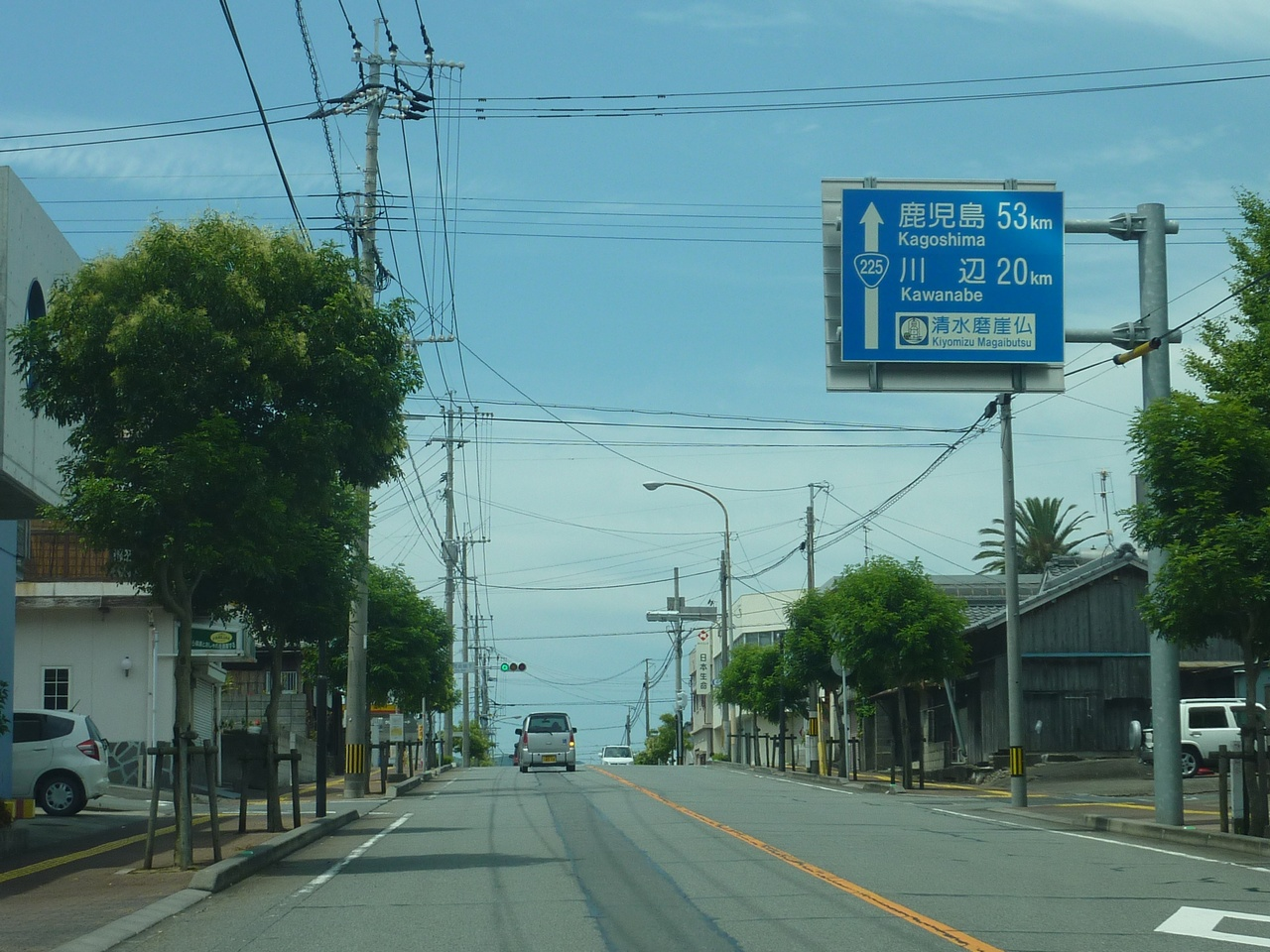
枕崎市街地（起點）

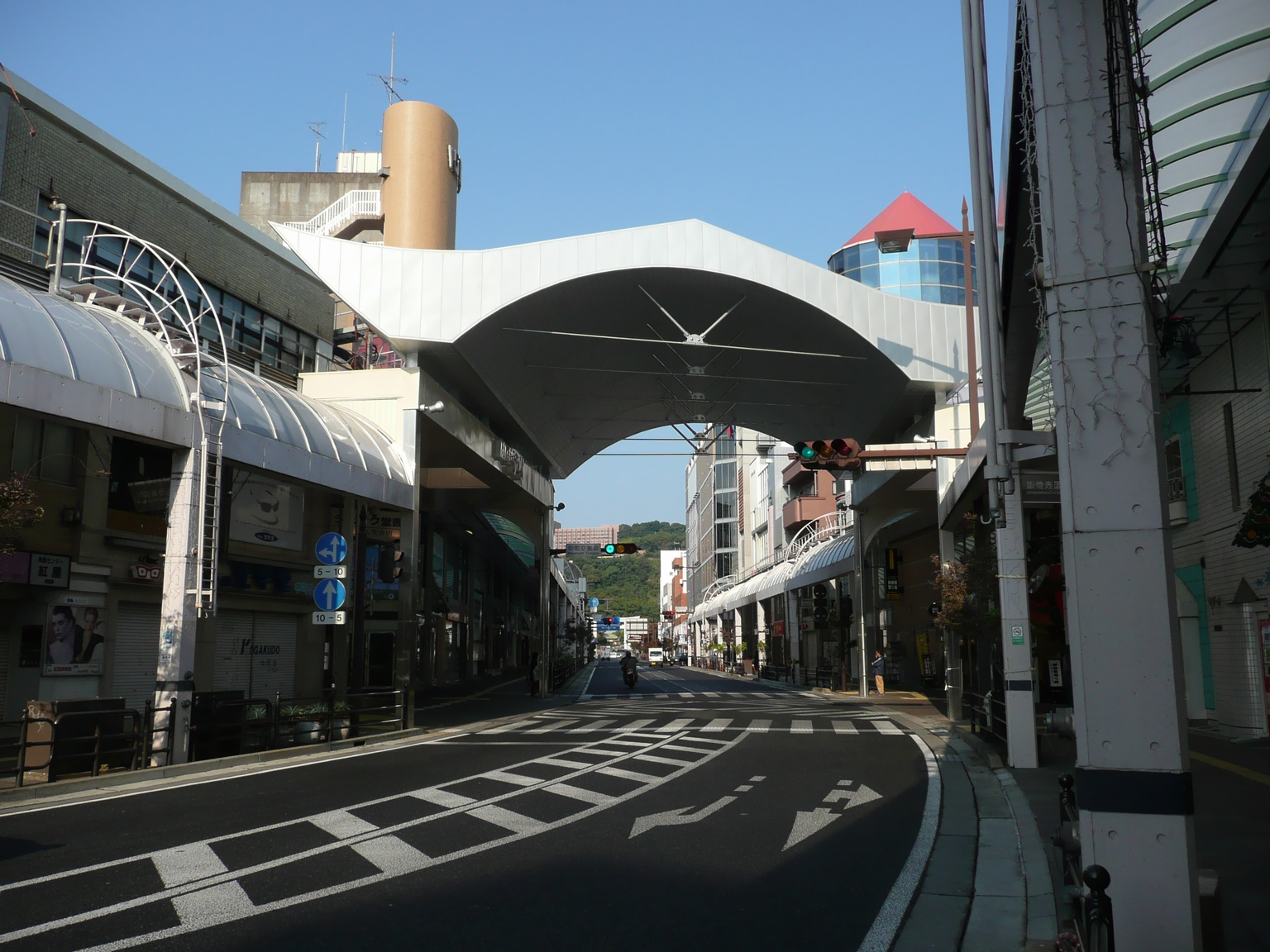
中町交叉點（鹿兒島市）

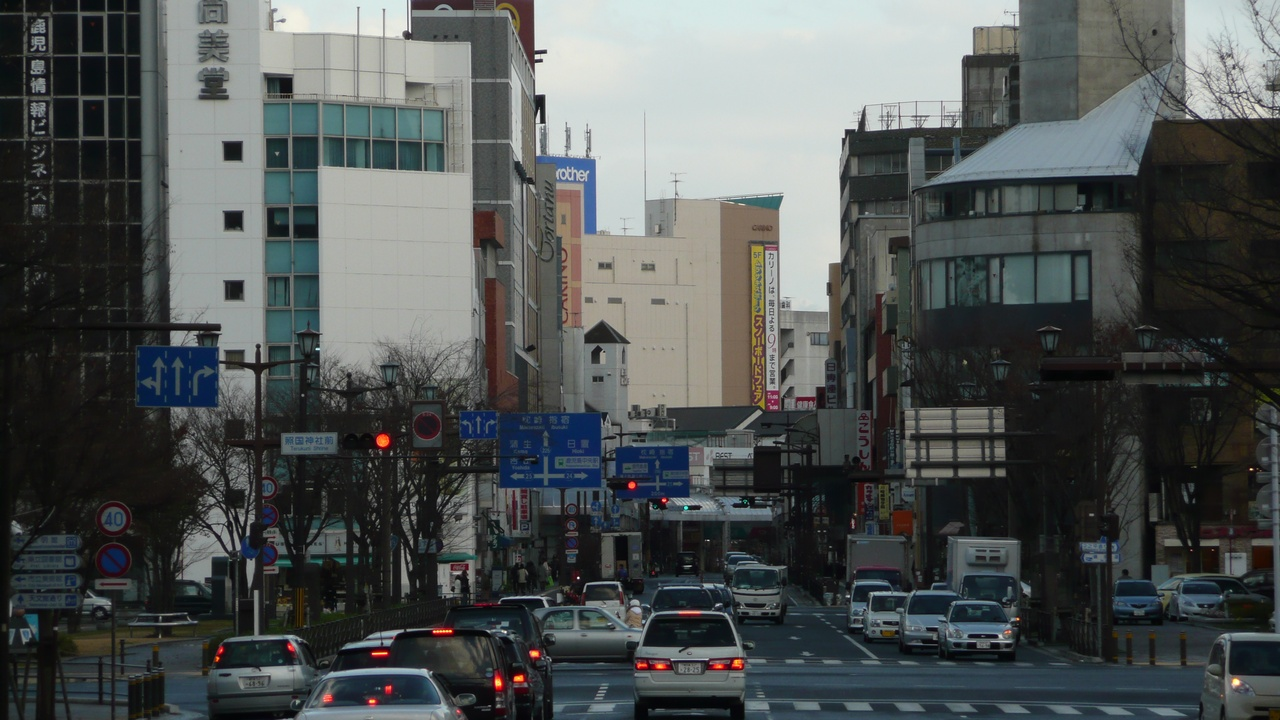
照國神社（終點） 天文館方面

國道225號是日本鹿兒島縣枕崎市至同縣鹿兒島市的一般國道。

## 路線狀況

### 道路設施

#### 道之驛
- 川辺やすらぎの郷

### 通過行政區
- 鹿兒島縣
枕崎市 - 南九州市 - 鹿兒島市

### 交會道路
- 國道226號（枕崎市町頭交叉口）
- 國道270號（枕崎市平田潟交叉口）
- 南薩縱貫道（南九州川邊IC）
- 國道3號、國道10號、國道226號(鹿兒島市)